# CRMP1
Collapsin response mediator protein 1, кодируемый геном CRMP1 — белок, входящий в CRMP-семейство. Как и другие белки семейства, этот цитозольный фосфопротеин экспрессируется наиболее сильно в период развития нервной системы и играет важную роль в коллапсе конусов роста растущих аксонов при построении мозга. Альтернативный сплайсинг порождает несколько форм белка.
CRMP1 участвует в сигнальной цепочке семафорина 3A (Sema3A).
CRMP1, по данным одного исследования, колокализован с DAB1 и служит посредником в сигнальной цепочке рилина при регулировке кортикогенеза. Мыши, нокаутные по CRMP1, отличаются сниженной долговременной потенциацией, у них нарушено обучение пространственному ориентированию, снижена память. При одновременном отключении CRMP1 и DAB1 у грызунов отмечается reeler-подобный фенотип.
Ген CRMP1 пересекается с геном EVC.